# Vandellia purpurea
Vandellia purpurea är en tvåhjärtbladig växtart som först beskrevs av Kerr och Euphemia Cowan Barnett, och fick sitt nu gällande namn av Fischer, Schäferhoff och Müller. Vandellia purpurea ingår i släktet Vandellia och familjen Linderniaceae. Inga underarter finns listade i Catalogue of Life.